# IC 1134/2
IC 1134/2 је галаксија у сазвијежђу Змија која се налази на листи објеката дубоког неба у Индекс каталогу.
Деклинација објекта је + 16° 57' 33" а ректасцензија 15h 44m 59,9s. Привидна величина (магнитуда) објекта IC 1134 износи 15,2 а фотографска магнитуда 16,2. IC 11342 је још познат и под ознакама MCG 3-40-34, CGCG 107-32, PGC 55937.